# Резорцин
Резорцинът (също резорцинол) е химично съединение с формула C6H6O2, производно на фенола.
Представлява бял кристален прах, понякога с жълт или розов оттенък, със сладникав вкус, разтворим във вода, етанол, глицерин и други разтворители. Резорцинът има антимикробно действие. Прилага се външно под формата на водни и алкохолни разтвори и мехлеми при кожни заболявания (екзема, себорея, гъбички).